# The Band

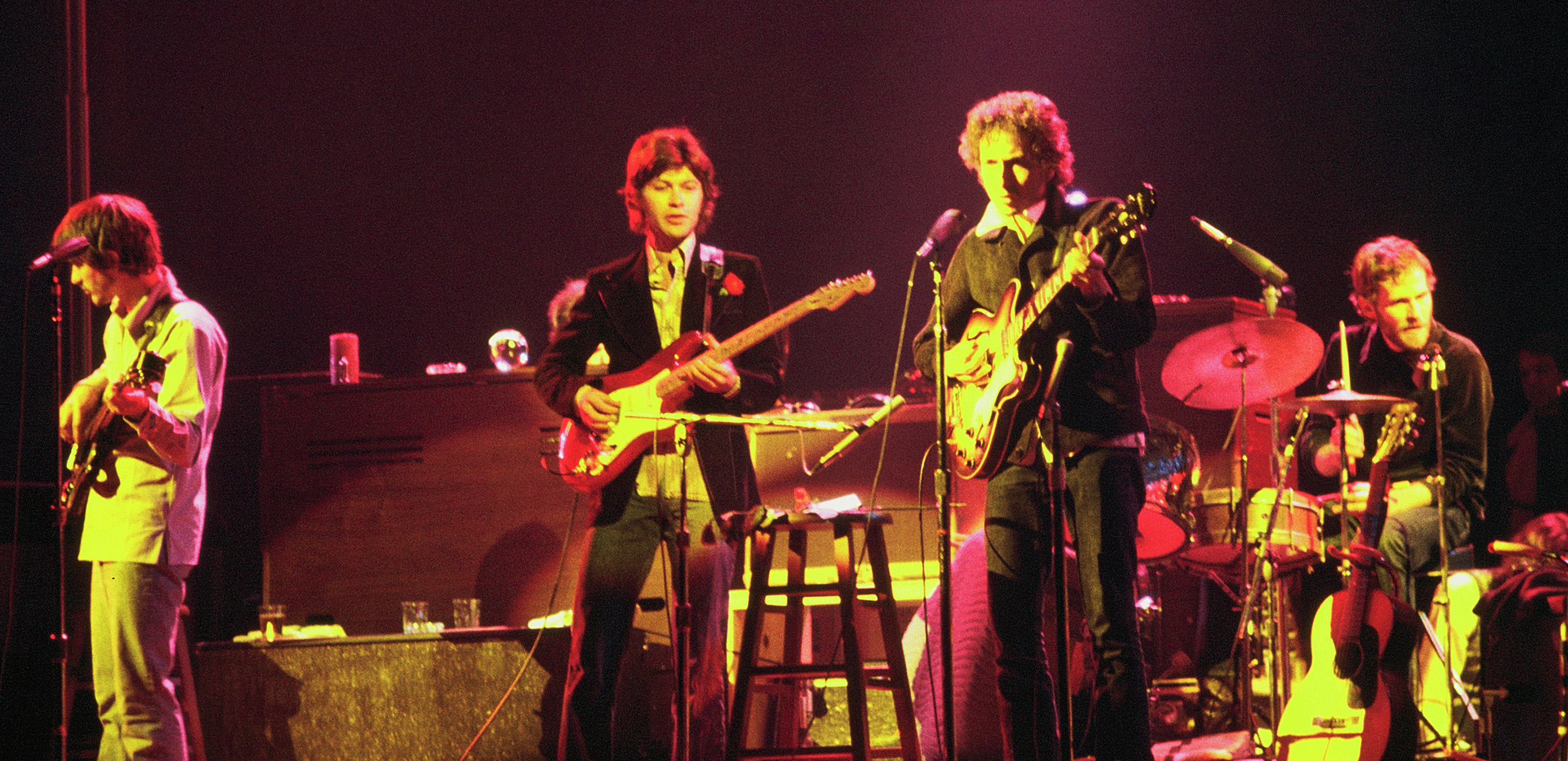
Bob Dylan and the Band 1974: Danko, Robertson, Dylan, Helm

The Band là ban nhạc roots rock người Canada-Mỹ với thành phần ban đầu bao gồm Rick Danko (bass, double bass, fiddle, trombone, hát), Levon Helm (trống, mandolin, guitar, hát), Garth Hudson (keyboard, saxophone, trumpet), Richard Manuel (piano, trống, baritone saxophone, hát) và Robbie Robertson (guitar, hát). Trong những năm 1958-1963, họ còn có thêm ca sĩ rockabilly Ronnie Hawkins là thành viên không thường trực.
Năm 1964, họ chia tay Hawkins và cùng phát hành một số đĩa đơn dưới tên Levon and the Hawks và Canadian Squires. Ngay năm sau, Bob Dylan tuyển họ cho tour diễn vòng quanh nước Mỹ năm 1965, rồi tour diễn vòng quanh thế giới năm 1966. Sau năm 1966, ban nhạc tiếp tục cộng tác với Dylan ở Saugerties, New York, cùng nhau thu âm một số tác phẩm không chính thức để sau này trở thành The Basement Tapes – thứ làm nền cho album đầu tay năm 1968 của họ Music from Big Pink. Vì luôn là một "ban nhạc" với nhiều thủ lĩnh khác nhau, Helm nghĩ tốt hơn cả là cái tên "The Band" trở thành tên gọi chung. Họ chính thức đi trình diễn với cái tên này từ năm 1970, từ đó họ phát hành 10 album phòng thu. Dylan vẫn cộng tác lâu dài với ban nhạc, điển hình là tour diễn năm 1974.
The Band tuyên bố dừng những tour diễn vào năm 1976 và họ chỉ tổ chức những buổi diễn quy mô nhỏ cùng các nghệ sĩ nổi tiếng. Một trong số đó đã được đạo diễn lừng danh Martin Scorsese quay lại vào năm 1978 và trở thành bộ phim tài liệu bất tử, The Last Waltz. Họ tiếp tục đi tour vào năm 1983 mà không có tay guitar Robbie Robertson khi ông đã chuyển sang sự nghiệp solo thành công với các nhà sản xuất âm nhạc ở Hollywood. Họ biểu diễn tại Queen Elizabeth Theatre ở Vancouver với sự tham gia của 4 nghệ sĩ nữa, và buổi diễn trở thành 2 bộ phim The Band Reunion và The Band is Back. Trong một buổi diễn năm 1986, Richard Manuel tự vẫn; tuy nhiên, họ vẫn tiếp tục đi tour cho tới khi Rick Danko qua đời vào năm 1999, và ban nhạc cùng thống nhất tới giải tán. Levon Helm được chẩn đoán ung thư vòm họng vào năm 1998, và dù rất cố gắng điều trị, ông vẫn không thể lấy lại được chất giọng vốn có của mình. Ông vẫn tiếp tục các buổi trình diễn và ra mắt một vài album thành công trước khi qua đời vào năm 2012.
Ban nhạc có tên trong Đại sảnh Danh vọng Âm nhạc Canada vào năm 1989 và Đại sảnh Danh vọng Rock and Roll vào năm 1994. Năm 2004, tạp chí Rolling Stone xếp The Band ở vị trí số 50 trong danh sách "100 nghệ sĩ vĩ đại nhất" và tới năm 2008, họ được trao Giải Grammy Thành tựu trọn đời. Năm 2004, ca khúc nổi tiếng nhất của họ, "The Weight", được xếp ở vị trí số 41 trong danh sách "500 bài hát vĩ đại nhất" cũng của tạp chí trên.

## Danh sách đĩa nhạc
- Music from Big Pink (1968)
- The Band (1969)
- Stage Fright (1970)
- Cahoots (1971)
- Moondog Matinee (1973)
- Northern Lights – Southern Cross (1975)
- Islands (1977)
- Jericho (1993)
- High on the Hog (1996)
- Jubilation (1998)

Cùng Bob Dylan
- Planet Waves (1974)
- The Basement Tapes (1975)